# Campionato spagnolo di pallacanestro
Il campionato spagnolo di pallacanestro è l'insieme delle competizioni cestistiche organizzate dalla Federación Española de Baloncesto. Nato nel 1957 solo per la pallacanestro maschile, ha aperto le porte ai tornei femminili nel 1964.
Ogni squadra affronta tutte le altre compagini del raggruppamento di appartenenza due volte, una presso il proprio campo (partita in casa), una presso il campo avverso (partita in trasferta) con uno svolgimento che è detto girone all'italiana. Sono previste le promozioni e le retrocessioni, nonché i play-off e i play-out.

## Struttura

### Campionato maschile
- Campionati nazionali professionistici

1. Liga ACB
- Campionati nazionali non professionistici

2. Liga Española de Baloncesto Oro
3. Liga Española de Baloncesto Plata
4. Liga Española de Baloncesto Amateur

### Campionato femminile
- Campionati nazionali

1. Liga Femenina de Baloncesto
2. Liga Femenina de Baloncesto-2

## Campionato maschile
La Lega organizzata dall'Asociación de Clubes de Baloncesto è stata fondata nel 1983, in sostituzione della Primera División del campionato della FEB, che a sua volta si organizzava sin dal 1957. Si tratta di un campionato professionistico che include le diciotto maggiori società spagnole.
Le tre serie inferiori sono gestite direttamente della Federazione sotto il nome di Liga Española de Baloncesto. Sin dal 2007, è divisa in tre livelli chiamati rispettivamente Oro, Plata e Bronce (oro, argento e bronzo) formati da 18, 16 e 16 squadre l'uno.

## Campionato femminile
I due campionati femminili maggiori sono la Liga Femenina de Baloncesto e la Liga Femenina de Baloncesto-2. Il massimo livello consta di un girone unico di quattordici squadre, mentre la seconda divisione è formata da due raggruppamenti di quattordici squadre l'uno.